# Myrmecodillo pollex
Myrmecodillo pollex är en kräftdjursart som först beskrevs av Barnard1936.  Myrmecodillo pollex ingår i släktet Myrmecodillo och familjen Armadillidae. Inga underarter finns listade i Catalogue of Life.